# Mohammad Amin
Mohammad Amin Haidar al-Aulaqi (arabisch محمد أمين حيدر العولقي, DMG Muḥammad Amīn Ḥaidar al-ʿAulaqī, nach englischer Umschrift häufig Ameen; * 29. April 1980 in Dschidda) ist ein ehemaliger saudi-arabischer Fußballspieler. Er gewann fünfmal die saudi-arabische Meisterschaft und nahm an der Weltmeisterschaft 2006 teil.

## Karriere
Amin war einer der wichtigsten Spieler bei al-Ittihad aus Dschidda, dem stärksten Team Saudi-Arabiens der 2000er-Jahre. 2004 und 2005 gewann man zweimal in Folge die asiatische Vereinsmeisterschaft. Fünf nationale Meisterschafter und zwei Pokalsiege konnte der torgefährliche Mittelfeldmann darüber hinaus verbuchen.
Von 2005 bis 2007 war Mohammad Amin auch für die saudi-arabische Nationalmannschaft im Einsatz und spielte auch in der Qualifikation für die Fußball-Weltmeisterschaft 2006 in Deutschland. Dort nahm er im WM-Aufgebot Saudi-Arabiens teil.
Im Jahr 2009 verließ er al-Ittihad und beendete im Jahr 2011 seine Laufbahn.

## Titel - Erfolge
- AFC-Champions-League-Sieger: 2004, 2005
- Saudi-arabischer Meister: 2000, 2001, 2003, 2007, 2009
- Saudi-arabischer Pokalsieger: 2001, 2004